# Jakob Sheikh
Jakob Sheikh (født 1987 på Herlev Sygehus) er en dansk journalist og forfatter. Siden 2022 har han været kommunikationschef ved Institut for Menneskerettigheder. Tidligere har han været ansat på Politiken i 2010-2017 og 2017-2019 særlig rådgiver ("spindoktor") for justitsminister Søren Pape. Sheikh har udgivet bøgerne Danmarks børn i hellig krig og Vi tabte og modtaget en række priser for sit journalistiske arbejde.

## Baggrund
Jakob Sheikh er født og opvokset på Vesterbro i København som søn af en dansk mor og en pakistansk far. Han er uddannet hos Danmarks Medie- og Journalisthøjskole og American University of Beirut i 2012.

## Karriere og udmærkelser
Som journalist har han bl.a. dækket udviklingen i Mellemøsten og skrevet om radikalisering hos unge danskere. Han har også gentagne gange deltaget i den danske debat om integration af indvandrere.
Jakob Sheikh har været talsmand for Ansvarlig Presse, der forsøger at styrke bevidstheden om pressens rolle og ansvar i samfundet blandt såvel mediefolk som mediebrugere.
Han har bl.a. modtaget EU-Kommissionens journalistpris 2012 for en artikelserie om diskrimination i Københavns natteliv samt Hørups mindepris. I 2015 modtog han Kristian Dahls Mindelegat, ofte betegnet som "den lille Cavlingpris", for sin dækning af danske syrienskrigere.
I januar 2016 modtog han Den Berlingske Fonds Journalistpris for "sit enestående arbejde med at gøre læsere klogere på integration, parallelsamfund og radikaliserede miljøer i Danmark". Han har desuden modtaget Foreningen for Undersøgende Journalistiks formidlingspris, Politikens Høruppris (2015), Radio Prix' dokumentarpris og dokumentarprisen ved Copenhagen Crime.
2017-2019 var han særlig rådgiver for den konservative justitsminister Søren Pape. Derefter rejste han med sin kone og datter til Mexico, hvor hans hustru var udstationeret for Udenrigsministeriet. Under opholdet skrev Sheikh på sin anden bog.
1. november 2022 blev Sheikh ansat som kommunikationschef i Institut for Menneskerettigheder.

## Forfatterskab

### Danmarks børn i hellig krig
I 2015 udgav han bogen Danmarks børn i hellig krig om unge danskere af såvel dansk som anden etnisk baggrund, der bliver radikaliseret og ender med at tage til Syrien og kæmpe for Islamisk Stat.

### Vi tabte
Den 11. september 2021, på 20-årsdagen for terrorangrebet den 11. september 2001 i USA, udkom Sheikhs bog Vi tabte om Vesten og jihadisme. I et interview op til udgivelsen fortalte Sheikh, at vesten efter 20 års krig mod jihadistisk terror og tilbagetrækningen fra Afghanistan stod som tabere, fordi man havde misforstået jihadismens årsager og derfor bekæmpet et imaginært vrangbillede i stedet for den jihadisme, som var og er.